# Navarra (1923)
El Navarra, —República de 1931 a 1938 y Reina Victoria Eugenia desde su botadura en Ferrol hasta 1931—, fue un crucero ligero de la Armada Española, único de su clase, aprobado por Ley de 30 de julio de 1914 a propuesta del Ministro de Marina Augusto Miranda y Godoy, al cual se puso la quilla en grada el 31 de marzo de 1915, se botó el 21 de abril de 1920 y se entregó a la Armada en enero de 1923.
Su diseño se basaba en los cruceros británicos de la clase Town (Town-class cruiser (1910)).

## Historia

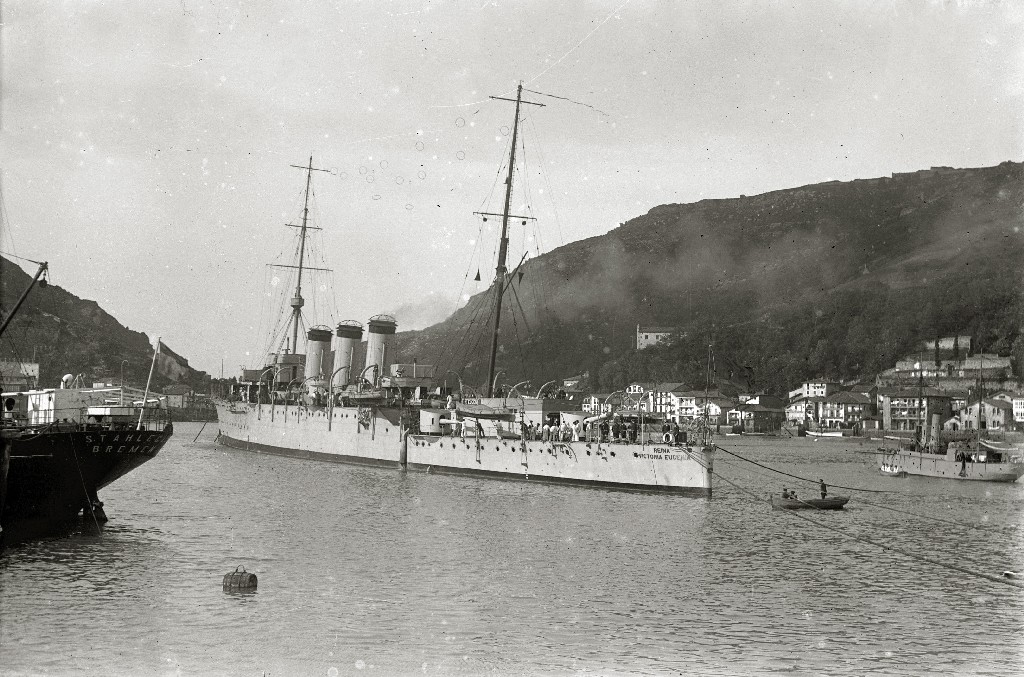
El buque, visto desde popa, en 1924.

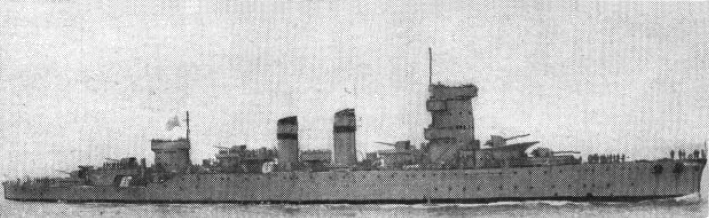
El buque, ya renombrado como Navarra, en 1940.

Sorprende tan largo plazo para la construcción de un crucero de sólo 6000 t, pero la dependencia española del Reino Unido en temas navales era tan fuerte, que la Primera Guerra Mundial (en la que España fue neutral) congeló todas las construcciones navales españolas en marcha, como por ejemplo le pasó también a los 3 destructores de la clase Alsedo.
En enero de 1925, junto al destructor Alsedo, acudió a Lisboa a los actos de la conmemoración del IV Centenario de Vasco de Gama.
El Reina Victoria Eugenia fue el buque insignia del escuadrón de la Armada para apoyo de las operaciones terrestres en la guerra del Rif. Tras la declaración de la Segunda República Española en 1931 pasó a llamarse República.
Anticuado de nacimiento, enormemente retrasado por la Primera Guerra Mundial, se encontraba fuera de servicio en Cádiz el 18 de julio de 1936, desarmado y sin calderas. Fue reparado por los sublevados y puesto en servicio al final de la contienda para suplir la pérdida del Baleares. Entró en servicio en junio de 1938.
Fue retirado del servicio en la Armada en 1951, tras lo cual fue subastado y desguazado a partir de mayo de 1956.
En la actualidad sobreviven, en la abandonada Batería de Costa J-4 en Cabo Silleiro  (Pontevedra), dos de las piezas de la artillería principal. Estas piezas Vickers 152,4/50 mm fueron utilizadas durante la guerra civil española 1937-38 y posteriormente emplazadas en la batería en 1943.